# Karl Fredrik regerar

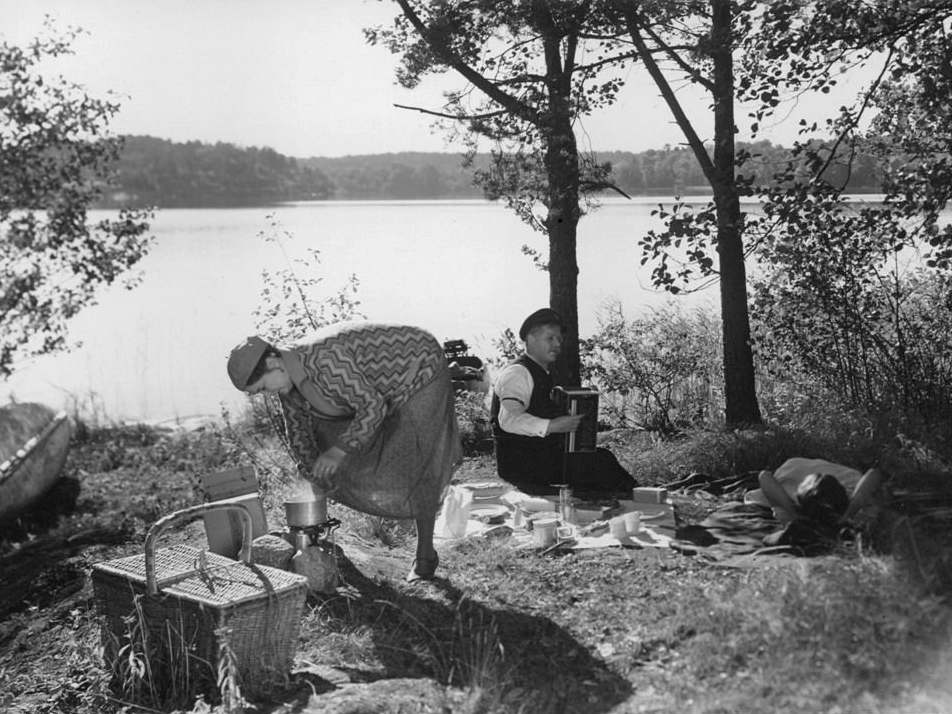
Dagmar Ebbesen et Sigurd Wallén dans une scène du film Karl Fredrik regerar, 1934.

Karl Fredrik regerar (littéralement « Karl-Fredrik au pouvoir ») est une comédie dramatique suédoise de 1934 réalisée par Gustaf Edgren et John Sandén.

## Synopsis
Le film traite des conflits sociaux. L'histoire commence par l'expulsion de l'ouvrier agricole Karl-Fredrik d'un grand domaine. Faisant carrière et devenant ministre social-démocrate, il sauve finalement de la faillite la comtesse qui l'avait expulsé,.

## Tournage
Le film a été tourné du 12 août 1933 au 10 janvier 1934 à Filmstaden, au château de Lidö ( Norrtälje ), à la gare de Jakobsberg et au lac Mälaren.
Le film a été présenté pour la première fois au cinéma Skandia à Stockholm le 3 mars 1934.

## Interprètes
- Sigurd Wallén - Karl-Fredrik Pettersson, homme d'État, plus tard ministre de l'Agriculture
- Dagmar Ebbesen - Augusta, sa gouvernante
- Gull-Maj Norin - Lena, fille de Karl-Fredrik, journaliste à Socialdemokratiska Arbetare-Tidningen
- Björn Berglund - Olof Lindberg
- Pauline Brunius - Major Lindberg, née Gyllencreutz, mère d'Olof
- Carl Ström - Eriksson, directeur chez Björnhammar
- Hugo Björne - Major Carl Lindberg, père d'Olof, propriétaire terrien à Björnhammar
- Eric Abrahamsson - rédacteur en chef de "Snorken" Öberg, manager de Lena
- Charlie Almlöf - agitateur
- Helga Görlin - "Giulietta" dans l'opéra Les Aventures d'Hoffmann
- Gertrud Pålson-Wettergren - "Nicklas" dans l'opéra Les Aventures d'Hoffmann

## Musique
- Je vous aime!, musique Edvard Grieg, instrumental
- International, musique Pierre Degeyter, texte suédois Henrik Menander, chanson Sigurd Wallén
- La chanson d'Älvsborg, instrumental
- Silent night, o love night, musique Jacques Offenbach, paroles suédoises Ernst Wallmark, Emil Grandinson, chanson Helga Görlin, Gertrud Pålson-Wettergren, Dagmar Ebbesen (replay - hum)
- La chanson du roi, musique Otto Lindblad, instrumental
- L'heureux chaudronnier, musique Carl Peter, instrumental
- Le mariage à Ulfåsa, musique August Söderman, instrumental
- Le renard râle sur la glace, instrumental